# 比格斯 (伊利諾伊州)
比格斯（英語：Biggs）是位於美國伊利諾伊州梅森縣的一個非建制地區。該地的面積和人口皆未知。

## 地理
比格斯的座標為40°14′29″N 89°54′15″W / 40.24139°N 89.90417°W，而該地的平均海拔高度為151米（即495英尺）。